# Ángel Viloria
Ángel Luis Viloria Petit (Maracaibo, Venezuela; 15 de mayo de 1968) es un entomólogo, espeleólogo y biogeógrafo venezolano, se ha desempeñado como catedrático de universidad, curador de colecciones biológicas y editor de revistas científicas.
Actualmente se desempeña como investigador del Centro de Ecología del Instituto Venezolano de Investigaciones Científicas. Se graduó de Licenciado en Biología en la Universidad del Zulia en 1991 y obtuvo un título de doctorado en el King's College de Londres, Reino Unido.
Gracias a sus investigaciones se han podido descubrir e identificar aproximadamente 140 nuevas especies y subespecies. Viloria es autor de más de 320 artículos científicos y 8 libros. Sus publicaciones e investigaciones las ha dado a conocer en varios países de América, Europa y Asia.
A finales de 2019 Viloria fue condecorado y premiado para ocupar la silla de visita Simón Bolívar para el período de 2019-20, en la prestigiosa Universidad de Cambridge.
Desde febrero de 2025 es el Coordinador de Educación, Ciencia y Tecnología de la Organización del Tratado de Cooperación Amazónica (OTCA) por un período de tres años. 

## Obras
- Curiosidades para el Rey - Relación de objetos enviados en el siglo XVIII al Real Gabinete de Historia Natural de Madrid desde el Nuevo Mundo. Coautor: B. Urbani. Llull: Revista de la Sociedad Española de Historia de las Ciencias y de las Técnicas, Vol. 25, Nº 52, 2002, págs. 196-220. ISSN 0210-8615
- Estado actual del conocimiento taxonómico de las mariposas (Lepidoptera: Rophalocera) de Venezuela. Proyecto Iberoamericano de Biogeografía y Entomología Sistemática : PRIBES 2000 : trabajos del 1er taller iberoamericano de entomología sistemática / coord. por Fermín Martín Piera, Juan J. Morrone, Antonio Melic, 2000, págs. 261-274. ISBN 84-922495-1-X
- Composición y estructura de la fauna de hormigas en tres formaciones de vegetación semiárida de la Península de Paraguaná, Venezuela. Coautores: Antonio José Pérez Sánchez, John E. Lattke.  Interciencia: Revista de ciencia y tecnología de América, Vol. 37, Nº. 7, 2012, págs. 506-514. ISSN 0378-1844

## Abreviatura (zoología)
La abreviatura A.L. Viloria  se emplea para indicar a Ángel Viloria como autoridad en la descripción y taxonomía en zoología.